# Serguéi Shchukin
Serguéi Ivánovich Schukin (del ruso: Серге́й Ива́нович Щу́кин) (27 de mayo de 1854, Moscú-10 de enero de 1936, París) fue un empresario ruso que ha pasado a la Historia del Arte por su labor como mecenas y coleccionista de grandes maestros del arte moderno. Muchos de sus principales tesoros se conservan actualmente en dos museos públicos rusos: el Museo del Hermitage de San Petersburgo y el Pushkin de Moscú.

## Gran coleccionista
Schukin se convirtió en coleccionista de arte, principalmente de impresionistas y postimpresionistas tras un viaje a París en 1897, cuando compró su primer Monet. 
Posteriormente compró numerosas obras de Paul Cézanne, Vincent van Gogh, y Paul Gauguin, entre otros. Las obras de estos pintores decoraban las paredes de su casa-palacio en Moscú. 
Fue especialmente relevante la duradera relación de Schukin con Henri Matisse, a quien encargó las pinturas icónicas La danza y La música. La danza se reconoce como «un momento clave de la carrera de Matisse y en el desarrollo de la pintura moderna».
La colección contaba también con 50 obras escogidas de Pablo Picasso, incluyendo la mayoría de sus obras cubistas tempranas, como Tres Mujeres y grandes paisajes, así como obras importantes de los periodos rosa y azul. En 1909, Shchukin abrió su hogar los domingos para visitas públicas presentando a los moscovitas la pintura francesa de vanguardia. 
Tras la  Revolución Rusa de 1917, el gobierno se apropió de su colección mediante un decreto del Consejo de Comisarios del Pueblo (Sovnarkom), firmado por Lenin el 8 de noviembre de 1918. Mientras, Schukin escapó a París.
En 1923, su mansión en Moscú se convirtió en el Museo Estatal de Nuevo Arte Occidental (Государственный Музей нового западного искусствa, sección I), junto con la sección II constituida por la mansión y colección de otro famoso mecenas ruso: Iván Morózov. En 1928, las dos secciones fueron unificadas y se exhibieron en la antigua mansión de Morózov en la calle  Prechístenka, 21.
En 1948, el Museo Estatal de Nuevo Arte Occidental se clausuró por decreto de Stalin con el argumento de que las obras tenían un carácter burgués, obviamente opuesto a la mentalidad comunista del régimen vigente. Las dos colecciones se distribuyeron sin criterio entre el Museo Pushkin de Moscú y el Hermitage en San Petersburgo.
Irina Antónova, siendo Directora del Museo Pushkin, dijo una vez sobre Schukin: «Empezó a coleccionar arte impopular, que era rechazado por el Louvre y otros museos. Fue su gusto personal. Quizá anticipó elementos que cambiarían el mundo. Un coleccionista así solo podría aparecer en un país que esperaba la revolución. Coleccionó arte que prefiguró el cataclismo global».

## Galería
Algunas de las obras de la colección de Serguéi Schukin expuestas ahora en el Museo Pushkin de Moscú:

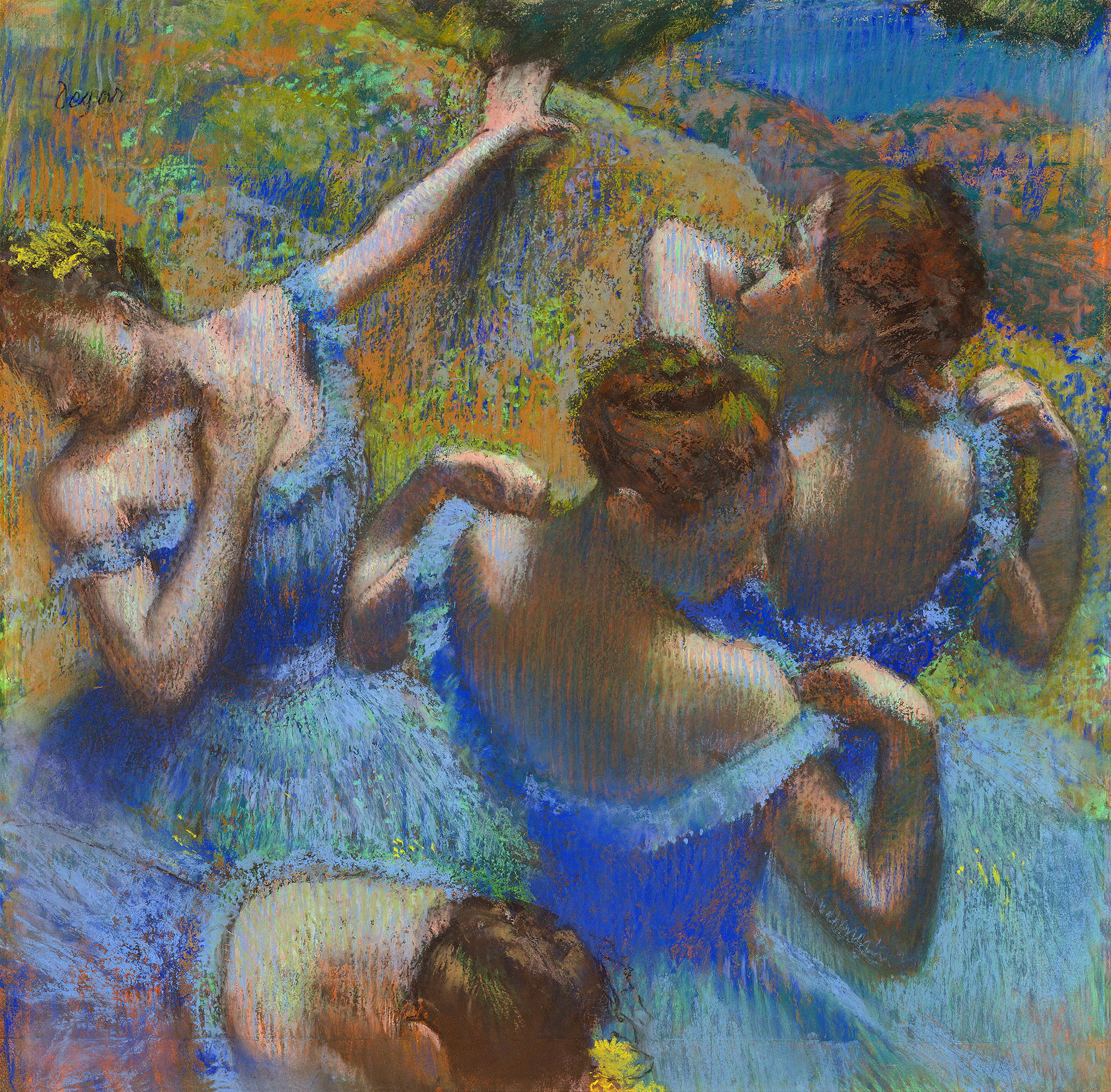
Degas, Bailarinas vestidas de azul (pastel)
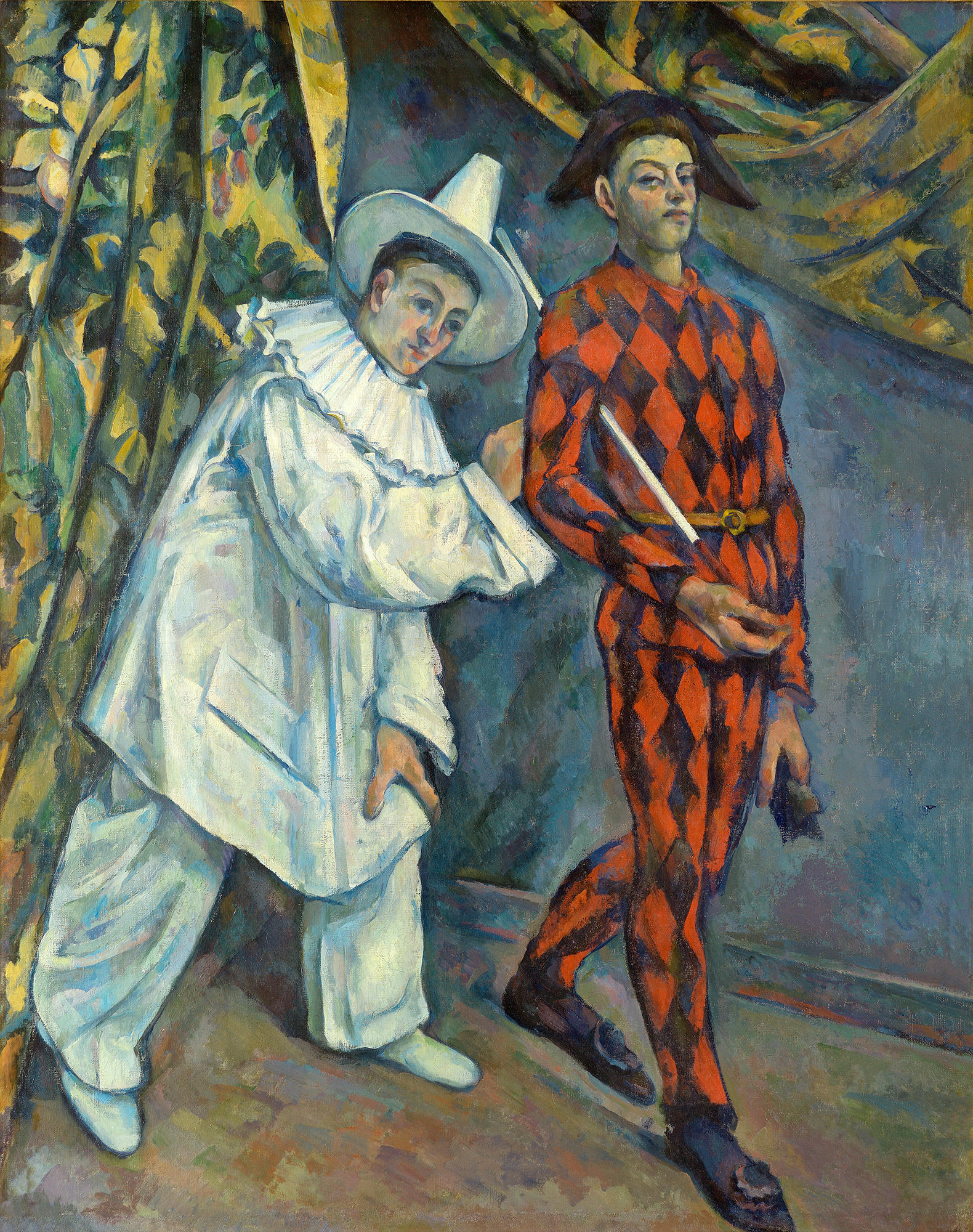
Cézanne, Martes de carnaval
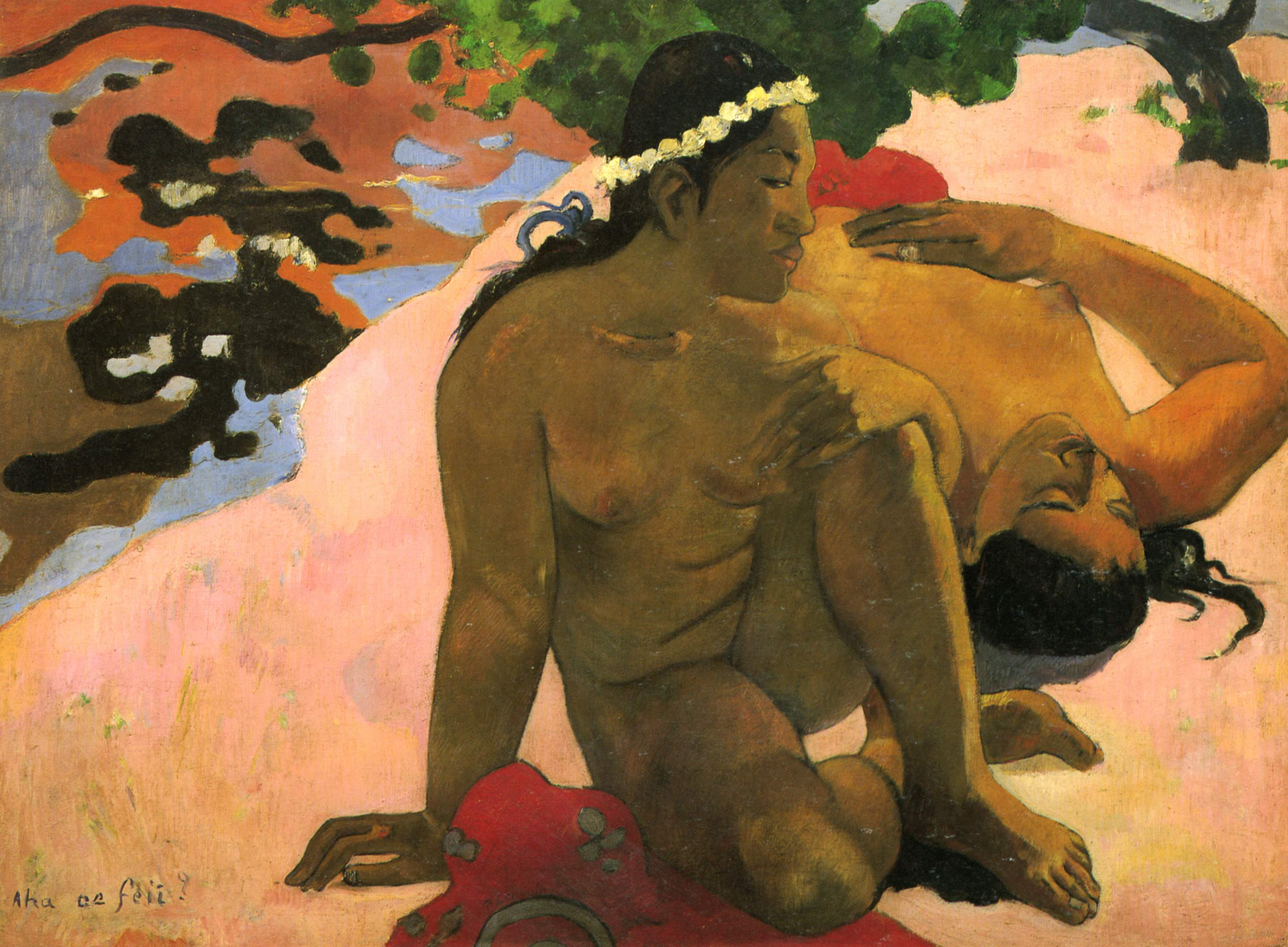
Paul Gauguin, ¿Qué, estás celosa?
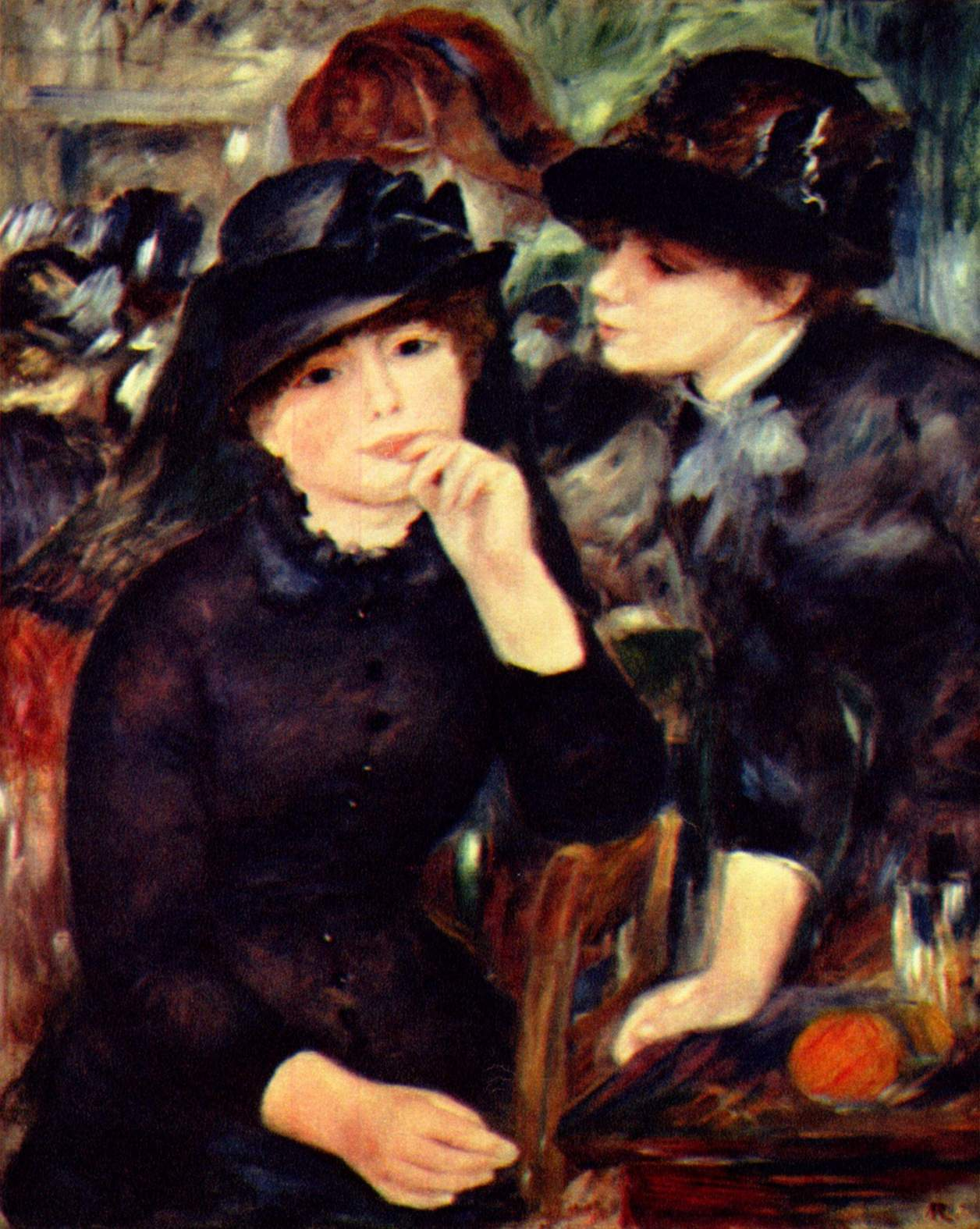
Renoir, Niñas en negro